# Ctenoplectra polita
Ctenoplectra polita är en biart som först beskrevs av Embrik Strand 1912.  Ctenoplectra polita ingår i släktet Ctenoplectra och familjen långtungebin. Inga underarter finns listade i Catalogue of Life.